# Platylobium formosum
Platylobium formosum är en ärtväxtart som beskrevs av James Edward Smith. Platylobium formosum ingår i släktet Platylobium och familjen ärtväxter. Inga underarter finns listade i Catalogue of Life.

## Bildgalleri

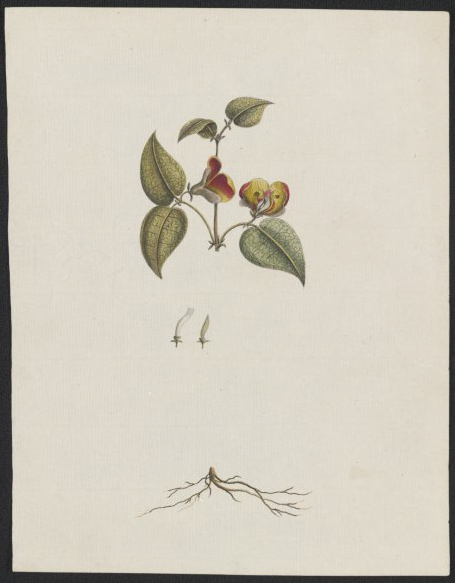
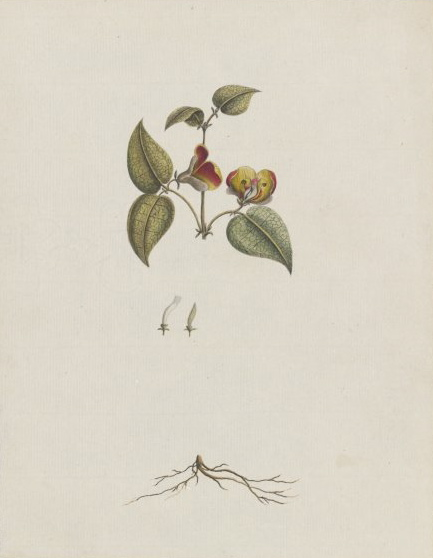
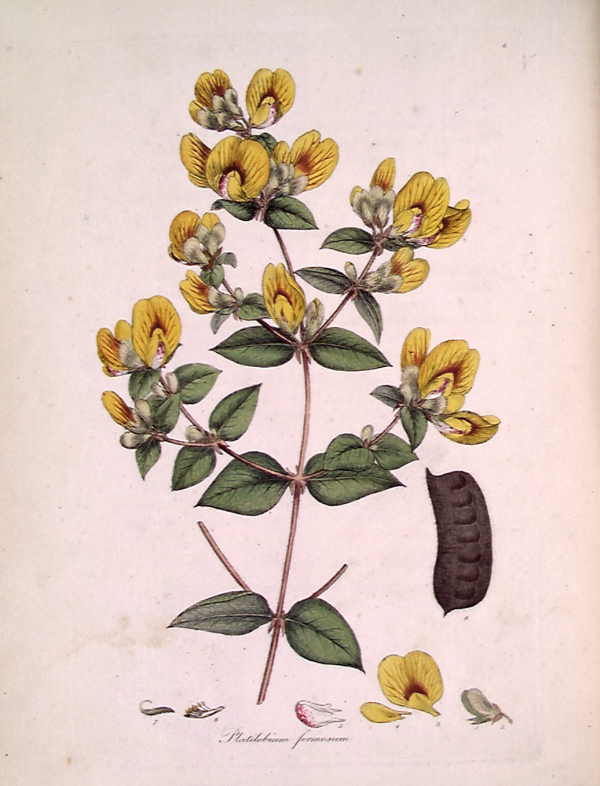
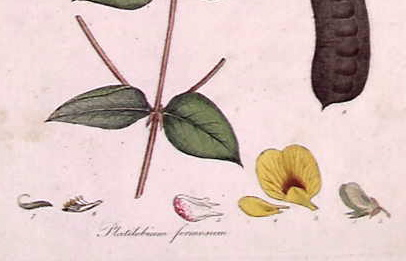
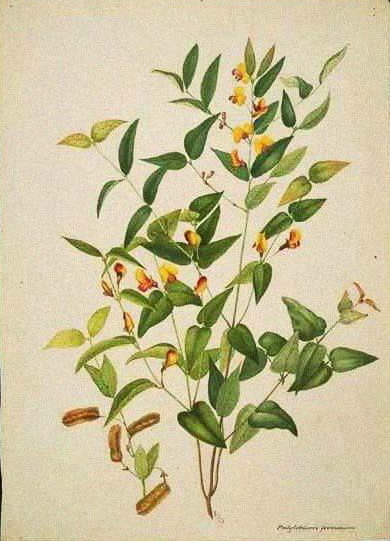
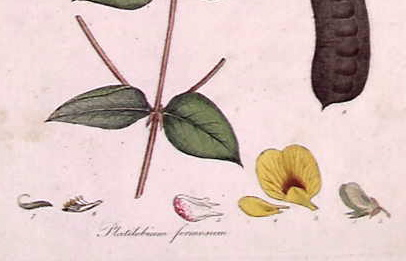